# Vale de Porto (Fátima)
Vale de Porto é um lugar situado na freguesia de Nossa Senhora das Misericórdias [Ourém] e parcialmente na freguesia de Fátima, no concelho de Ourém, distrito de Santarém, pertencente à província da Beira Litoral, na região do Centro (Região das Beiras) e sub-região do Médio Tejo, em Portugal.